# 烏拉圭華人
烏拉圭華人，是指生活在烏拉圭，享有公民權的華人。

## 歷史
1949年，第一批移民來自中國大陸和台灣。目前在烏拉圭有大約400名華人移民，大部分居住在首都蒙得維的亞。他們主要從事包括飲食，捕魚和雜貨業。
2011年烏拉圭人口普查顯示226人宣布中國為出生國。截至2013年，有44名中國公民在烏拉圭社會保障局中註冊，與鄰國阿根廷和巴西相比，烏拉圭的中國移民人數要小得多。
在蒙得維的亞有一個烏拉圭華人協會和一個烏拉圭-中國商會。
一些華裔移民向烏拉圭人教授汉语。